# The Knights of Prosperity
The Knights of Prosperity é uma sitcom norte americana que estreou na ABC em 3 de Janeiro de 2007. A série segue um grupo de ladrões -  os Knights - que tentam roubar o apartamento de luxo de Mick Jagger. Jagger vai aparecer no primeiro episódio que deixará a história correr a partir daí.
O título que foi anunciado era Let's Rob..., e o piloto seria Let's Rob Mick Jagger. O nome mudou para Knights depois de ser anunciado pelo thefutoncritic.com em 4 de Julho de 2006.
Em Portugal a série irá estrear em Agosto de 2008 na RTP2.

## Elenco e personagens
- Donal Logue como Eugene Gurkin
- Sofia Vergara como Esperanza Villalobos
- Lenny Venito como Francis "Squatch" Squacieri
- Maz Jobrani como Gourishankar "Gary" Subramaniam
- Kevin Michael Richardson como Rockefeller Butts
- Josh Grisetti como Louis Plunk